# Hans Fog
Hans Bruno Fog, född 30 maj 1927 i Stockholm, död 2005, var en svensk arkitekt och konstnär.
Fog studerade vid Kungliga Konsthögskolan 1947–1952 och vid Kungliga Tekniska högskolan 1953–1958. Han blev konstnärlig medarbetare på HSB:s riksförbunds arkitektkontor 1950, arkitekt vid Lantbruksstyrelsen 1957, startade egen verksamhet 1958, blev ledare inom samhällsplaneringsforskning vid Statens institut för byggnadsforskning (SIB) 1961, professor och chef för SIB 1970, var professor i stadsbyggnad vid Chalmers tekniska högskola 1973–1978, forskare vid Kungliga Tekniska högskolan 1978–1982. Han var även verksam i konsultföretaget Fog & Sahlin AB. Han studerade konst under studieresor till Frankrike och Italien. Hans konst består av figurer och landskapsmålningar i olika tekniker. Hans Fog blev hedersdoktor vid Chalmers 1997. Vid promotionsmiddagen gjorde han en blyertsteckning, uppmuntrad av promotor Bengt Nordén, som inte var nöjd med det förslag som ett företag tagit fram till ny grafisk profil för Chalmers. Högskolans nuvarande grafiska profil bygger på Hans Fogs skiss.